# Голубача
Голубача (Russula virescens) је печурка која расте у мешовитим шумама Србије. Веома је честа и веома јестива, заправо најквалитетнија и највише цењена од свих врста из њеног рода. У Републици Србији има статус заштићене врсте према Правилнику о строго заштићеним и заштићеним дивљим врстама биљака, животиња и гљива.

## Опис
- Шешир је тамнозелене боје, лоптастог облика и испуцале површине.[2] Док је млад, онда је бео са ситним пегама, а како кожица постаје дебља, стварају се многобројне творевине налик на брадавице, правилно распоређене, углавном зелене боје, између којих је тамна или светложута подлога, на ивицама сива. Касније боја клобука, који је ширине до 15 цм, неуједначено избледи.[3]

- Листићи су бели и веома густи, иду уз саму дршку.[2]

- Дршка је бела, ваљкаста и пуна.[2] Висине је до 10 цм.[3]

- Месо је бело, пријатног мириса и укуса.[2] Тврдо је и крхко, с црвеним или ружичастим одсјајем, а испод кожице зеленкасто. Како стари мирис му подсећа на сир, а укус постаје слаткаст.[3]
- Микроскопија споре су величине: 5,5−10×5−7 µm. Широко елиптичне до округласте, орнаментисане неправилно распоређеним шиљцима. Отисак спора је крем боје[4]

## Станиште и доба раста
Честа је у мешовитим шумама, расте на тлу, од јуна до септембра. Отпорна је на сушу више него друге печурке.

## Хемијске реакције
Месо реагује са гвајаколом позитивно, са гвожђе(II)суфатом мења боју у наранџасту. а са формалином мења боју у благо ружичасту

## Мере опреза
Ова гљива се може заменити са зеленом пупавком само при непажљивом брању и то ако се беру младе и неразвијене гљиве. Треба обратити пажњу на то да ли гљива има овојницу и сукњицу, што указује на зелену пупавку.
|  | Опис гљиве у овом чланку није потпун нити је довољан за коректну и сигурну идентификацију гљиве. Непажњом врло лако се јестиве гљиве могу помешати са отровним. Уколико се поједу отровне уместо јестивих гљива, може доћи до тешких оштећења појединих органа, или до смрти оног који их је појео. Aко желите да скупљате гљиве, не препоручује се коришћење описа из овог чланка за препознавање, већ да се обавестите о изгледу и начину препознавања код неког стручњака за гљиве. |

## Сродне врсте
| наш назив                 | латински назив |
| ------------------------- | -------------- |
| зелена красница           |                |
| златна красница           |                |
| љубичасто-зелена красница |                |
| бледа красница            |                |
| модролисна красница       |                |
| шумска бљувара            |                |
| жучна красница            |                |
| смрдача                   |                |
| жута красница             |                |
| глинаста красница         |                |
| црнкаста красница         |                |
| мочварна красница         |                |
| трпка красница            |                |
| јестива красница          |                |

Познато је око 700 врста рода Russula.